# هيديكي توداكا
هيديكي توداكا (باليابانية: 戸高秀樹) مواليد سنة 1973، هو ملاكم محترف سابق ياباني. حقق بطولة رابطة الملاكمة العالمية في وزن الذبابة.

## النشأة
ترك المدرسة الثانوية للبدء في الملاكمة في صالة رياضية محلية في ميازاكي. حصلت توداكا على رخصته الاحترافية عندما كان عمره 18 عاما، لكن لم يستطع البدء رسميا إلا في سنة 1994 عندما كان عمره 21 عاما بعدما احتاج إلى فترة نقاهة من إصابة في الظهر.

## روابط خارجية
- هيديكي توداكا على موقع بوكس ريك (الإنجليزية) (registration required)